# The Diary of Horace Wimp
«The Diary of Horace Wimp» es una canción del grupo británico Electric Light Orchestra, publicada en el álbum de estudio Discovery (1979). La canción, compuesta por Jeff Lynne, fue también publicada como el segundo sencillo del álbum, tras «Shine a Little Love», en julio de 1979.
La canción describe una semana en la vida de un hombre reprimido que sin embargo supera su naturaleza tímida con la ayuda de "una voz de arriba". El sábado se omite de la canción, debido, según Jeff Lynne, a que "el partido de fútbol se juega el sábado". En la reedición de Discovery, Lynne definió el tema como: "Una canción sobre un hombre afortunado que de alguna manera desafía las probabilidades y consigue a la chica. Realmente un uso salvaje del vocoder". 
El sencillo fue publicado con "Down Home Town" como cara B. "Down Home Town" apareció previamente en el quinto álbum del grupo Face the Music, y fue también utilizado como cara B de la edición estadounidense del sencillo "Last Train to London". La introducción de la canción contiene un mensaje en forma de backmasking con el coro de "Waterfall", anterior tema en Face the Music, reproducido al revés. Según Patrick Guttenbacher: "Otro mensaje en backmasking fue usado al comienzo de "Down Home Town" cantando dos veces: "There is the mighty waterfall". Esas palabras grabadas al revés fueron usadas por el efecto del sonido, pero algunos fundamentalistas cristianos [sic] en los Estados Unidos aseguraban que oyeron "mensajes satánicos ocultos en el disco".

## Posición en listas
| País        | Lista                                      | Posición |
| ----------- | ------------------------------------------ | -------- |
| Australia   | Australian Kent Music Report Singles Chart | 48       |
| Alemania    | Media Control Singles Chart                | 52       |
| Irlanda     | Irish Singles Chart                        | 10       |
| Reino Unido | UK Singles Chart                           | 8        |